# 新疆生产建设兵团第五师
新疆生产建设兵团第五师，简称第五师（前称新疆生产建设兵团农业建设第五师，简称农五师），是新疆生产建设兵团的师，为正地厅级单位。五师与新疆维吾尔自治区双河市实行“师市合一”，管理团场位于博尔塔拉蒙古自治州、双河市境内。全师土地总面积2,869平方公里，总人口12.12万，师部驻地双河市。

## 沿革
第五师成立于1953年。2014年1月，国务院以国函〔2014〕15号文件批复设立双河市。2014年2月26日，双河市挂牌成立。

## 团场
第五师现辖1个县级市、9个团、4个镇（实行“团镇合一”管理体制）。
- 县级市：双河市
- 团：八十一团双桥镇、八十三团（含八十二团）、八十四团石峪镇、八十六团博河镇（含八十五团）、八十七团、八十八团、八十九团、九十团双乐镇、九十一团